# Рокпол
Рокпол — блакитний сир із пліснявою, що виготовляється в Польщі.
Перші спроби виготовлення польського блакитного сиру з використанням благородної плісняви Penicillium roqueforti були зроблені у 1959 році молочним кооперативом у місті Нові Скальмежице. Зразком послугувала рецептура відомих французьких сирів Рокфор. Виготовлений сир отримав найменування Рокпол — від поєднання двох слів «Рокфор» та «Польща».
У кінці XX ст. у зв'язку з великою конкуренцією на молочному ринку, керівництво кооперативу відмовилось від виробництва інших молочних продуктів і вирішило зосередитись на розвитку виробництва сиру Рокпол, який через блакитний колір плісняви отримав назву Лазур (пол. Lazur).
Через деякий час таку ж назву перейняв і сам кооператив.
Із 1953 року виробництвом сиру Рокпол зайнявся також молочний кооператив «KaMos» у місті Каменна Гура, який окрім нього почав також випускати власний вид блакитного сиру Камен Блю (пол. Camen Blue).